# リトルマジック (データイースト)
『Little Magic』（リトルマジック）は、1990年9月14日に日本のデータイーストから発売されたファミリーコンピュータ用戦略シミュレーションゲームである。
主人公のサンオサール国王子を操作し、世界とムーンオイヌ国の王女を手中に収めようとする魔導士と対決する事をテーマとしたゲーム。ユニットの移動や募集などを行うシミュレーションパートと、アクションによる戦闘パートに分かれており、ゲームモードによってはストーリーやユニットの成長要素などのロールプレイングゲーム要素も盛り込まれている。
開発はデータイーストが行い、プロデューサーは同社の『探偵 神宮寺三郎 時の過ぎゆくままに…』（1990年）を手掛けた吉田穂積が担当、音楽は同社の『ヘラクレスの栄光II タイタンの滅亡』（1989年）を手掛けた岩崎正明が担当している。
2010年5月18日よりWindows用ソフトとしてプロジェクトEGGにて配信された。

## ゲーム内容

### ゲームモード
- 魔導師の陰謀：CPUを相手にしたストーリーモード。主人公は某国の王子で隣国の王女と結婚の約束をしていたが、王女がいる隣国が突然現れた魔導士によって支配されてしまう。その後隣国の軍隊が王子の国に侵略してきたのでそれを撃退し、同様に隣国の軍隊に侵略を受けていた村を救い仲間を増やしていき、最終的に魔導師を倒して王女を救うというストーリー。全7シナリオで構成されている。

- 対戦モード：プレイヤー同士で対戦ができるモード。全30MAPの中から舞台を選択、予算やBGMなどの設定変更ができる。相手をCPUにすることも可能。

- バトルモード：時間無制限のアクションパートができるモード。相手をCPUかプレイヤー、ユニット、地形を選択して戦闘を行える。

### ゲームの特徴
シミュレーションパート
- ユニットを登用するために必要な予算が、ターンごとに増える要素がない（ストーリーモードのみシナリオ毎に追加される予算がある）。
- シミュレーションパートで移動以外に魔法を使用できるユニットが存在する。魔法により相手ユニットを間接攻撃、味方ユニットのHPの回復などができる。中には他ユニットの召還、地形の変更、精霊を召喚して相手ユニットと戦闘させるなどの魔法も存在する。

戦闘パート
- 戦闘は横画面による相手と1対1のアクション。多くのユニットが近接攻撃のみのシンプルな攻撃方法だが、遠距離攻撃できるユニットも存在する。
- 戦闘はオートにすることもできる。その場合CPUが自ユニットのアクションを行い、アクションパート自体の省略をすることはできない。

他
- レベルの概念があり、相手ユニットを倒したり魔法を使うことでユニットに経験値が与えられ、それが一定数を超えるとユニットのレベルが上がり攻撃と守備のステータスが上昇する。

## ストーリー
遠い昔、世界を二分していたサンオサール国とムーンオイヌ国は友好関係を築いており、互いの国の王子と王女は将来を誓い合う仲であった。しかしムーンオイヌ国王が突如死去し、一人の魔導士が姫を妻としてムーンオイヌ国を統治すると宣言した。王子を愛していた王女は魔導士の誘いを頑なに拒み続けたため、魔導士は王子を亡き者にしようとサンオサール国に戦いを挑む事となった。

## 移植版
| No. | タイトル       | 発売日        | 対応機種 | 開発元       | 発売元             | メディア                         | 型式 | 備考 |
| --- | -------------- | ------------- | -------- | ------------ | ------------------ | -------------------------------- | ---- | ---- |
| 1   | リトルマジック | 2010年5月18日 | Windows  | ジー・モード | D4エンタープライズ | ダウンロード （プロジェクトEGG） | -    |      |

## スタッフ
- プログラム：グモン
- 美術：棈松和哉、黒田妙子、萬木雅行
- 音楽：是政（岩崎正明）
- デコ・サウンドチーム：酒井省吾、ATOMIC花田、三浦孝史、高浜祐輔、Z!
- スペシャル・サンクス：竹内倫、つかこし、中村良、デコ千葉工場
- プロデューサー：吉田穂積

## 評価
ゲーム誌『ファミコン通信』の「クロスレビュー」では合計25点（満40点）、『ファミリーコンピュータMagazine』の読者投票による「ゲーム通信簿」での評価は以下の通りとなっており、20.44点（満30点）となっている。同誌1991年5月10日号特別付録の「ファミコンロムカセット オールカタログ」では対戦プレイに関して肯定的に評価された。
| 項目 | キャラクタ | 音楽 | 操作性 | 熱中度 | お買得度 | オリジナリティ | 総合  |
| 得点 | 3.78       | 3.29 | 3.34   | 3.47   | 3.25     | 3.31           | 20.44 |